# George Rodrigue

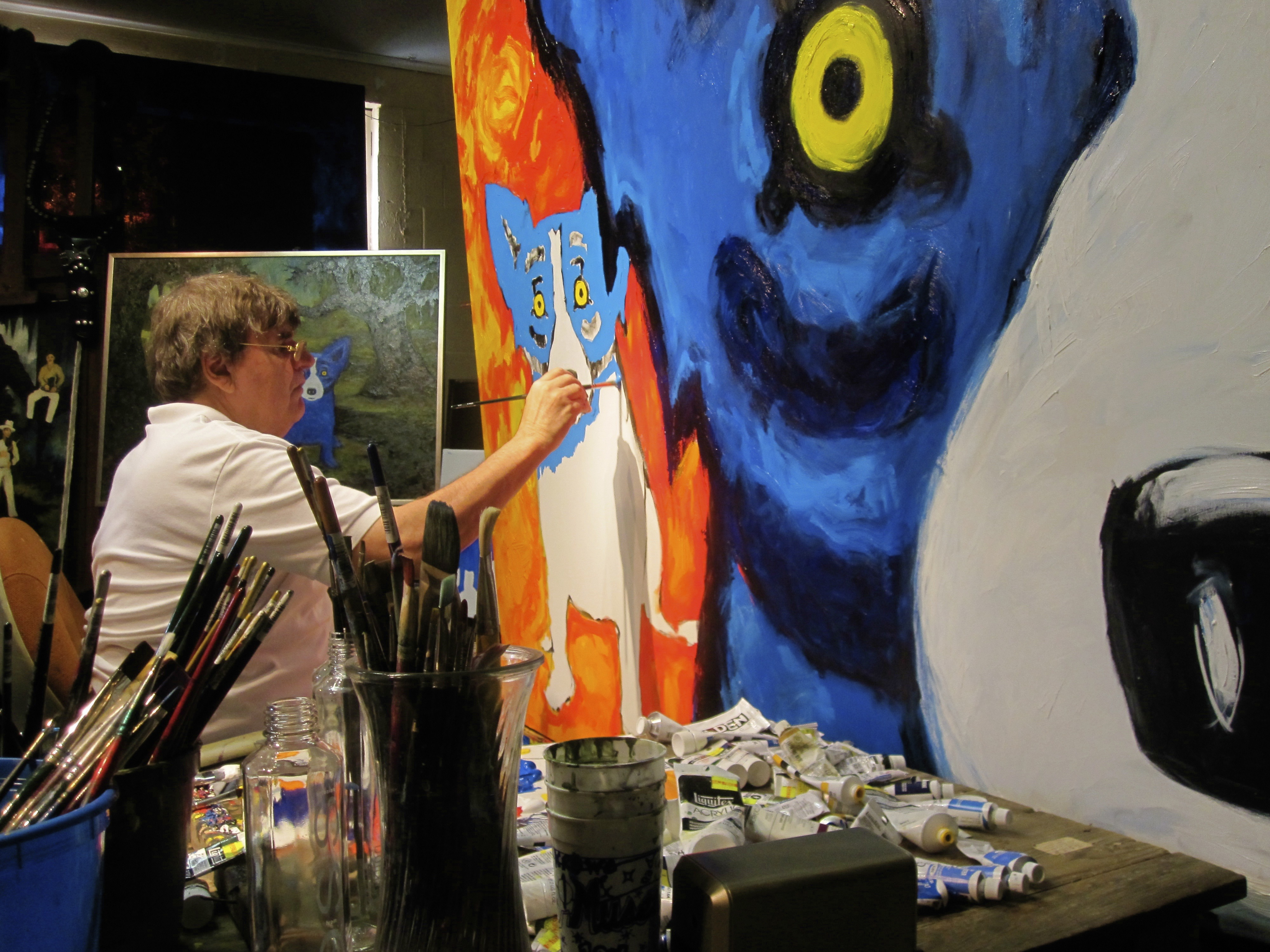
George Rodrigue, 2009

George Rodrigue (* 13. März 1944 in New Iberia, Louisiana; † 14. Dezember 2013 in Houston,  Texas) war ein Cajun-Künstler aus Louisiana.

## Leben und Werk
Nach dem Schulabschluss auf einer Knabenschule studierte er Kunst an der University of Louisiana at Lafayette und am Art Center College of Design in Los Angeles. Bekannt wurde er für mehrere Poster bei verschiedenen bedeutenden Musikfestivals, Porträts von Politikern wie Ronald Reagan und seine unter anderem bei der Kunstserie für Absolut Wodka verwendeten Blue Dog Bilder. Diese sind mit namensgebend für die politische Blue Dog Coalition.

## Veröffentlichungen
- The Cajuns of George Rodrigue
- Le Petit Cajun: Conversations with André Rodrigue, Gespräche mit seinem Sohn
- Blue Dog (Viking / Penguin, 1994), wurde als Book of the Month Club gelistet
- George Rodrigue; A Cajun Artist (Penguin Studio, 1997)
- Blue Dog man (Vorwort von Tom Brokaw, Stewart Tabori & Chang, 1999)
- A Blue Dog Christmas (Stewart Tabori & Chang, 2000)
- The Art of George Rodrigue Retrospektive von Ginger Danto und George Rodrigue, Harry N. Abrams, Inc. November 2003
- George Rodrigue Prints: A Catalogue Raisonne (Abrahms, 2008)